# Diablo IV
Diablo IV är ett lanserat datorspel, utvecklat av Blizzard Entertainment.

## Historik
Spelet tillkännagavs under Blizzcon den 1 november 2019.

## Utveckling
Diablo IV var det första spelet i Diablo-serien som utvecklades samtidigt till PC och konsol.